# Europese weg 94
De Europese weg 94 of E94 is een weg die uitsluitend door Griekenland loopt.
De weg begint in Korinthos en gaat bijna gelijk over het Kanaal van Korinthe om vervolgens in Athene te eindigen.